# Metro Station
Metro Station var ett pop/rockband som grundades 2006 i Los Angeles, Kalifornien. Under senare delen av 2006 skrev bandet på ett skivkontrakt med Columbia/Red Ink. Bandet är bäst känt för singeln "Shake It" som hamnade på Top 10 Billboard hit och har sålt i över två miljoner exemplar bara i USA.
I slutet av 2009 lämnade Anthony Improgo och Blake Healy bandet.
Den 8 februari 2009 spelade Metro Station i Stockholm på Debaser Slussen. 23 mars 2010 blev det officiellt att Metro Station brutit upp. Bandet återförenades 2011, men splittrades åter 2017.

## Medlemmar
Senaste medlemmar
- Mason Musso – sång, rytmgitarr, keyboard, synthesizer (2006–2010, 2011–2017)
- Trace Cyrus – sång, sologitarr, basgitarr, synthesizer (2006–2010, 2011–2017)
- Spencer Steffan – trummor, bakgrundssång (2015–2017; turnerande medlem 2013–2015)

Tidigare medlemmar
- Blake Healy – keyboard, synthesizer, basgitarr (2006–2009, 2013)
- Anthony Improgo – trummor, slagverk (2006–2009, 2013–2014)
- Kenny Bozich – keyboard, synthesizer, gitarr, basgitarr, trummor, slagverk (2009–2010)
- Austin Sands – keyboard, gitarr (2011–2013)
- Cary White – trummor (2011–2013)

Tidigare turnerande medlemmar
- Jimmy Gregerson – gitarr, keyboard, synthesizer (2015–2017)
- Bryan Lemus – keyboard, synthesizer (2014–2015)
- Ryan Daly – gitarr, bakgrundssång (2012–2013)
- Jeff Simpson – keyboard, synthesizer (2015)

## Diskografi

### Studioalbum
| År   | Album         | Topplisteposition | Topplisteposition | Topplisteposition | Topplisteposition | Topplisteposition | Topplisteposition |
| År   | Album         | US                | US Electro        | US Heat           | US Rock           | AUS               |                   |
| ---- | ------------- | ----------------- | ----------------- | ----------------- | ----------------- | ----------------- | ----------------- |
| 2007 | Metro Station | 39                | 1                 | 2                 | 16                | 17                |                   |

### EP
| År   | Album                         |
| ---- | ----------------------------- |
| 2006 | The Questions We Ask at Night |
| 2009 | Kelsey                        |
| 2013 | Middle of the Night           |
| 2014 | Gold                          |

### Singlar (urval)
| 2007 | "Kelsey"            | —  | —  | —  | —  | — | —  | 25 | Metro Station |  |  |
| 2007 | "Control"           | —  | —  | —  | —  | — | —  | —  | Metro Station |  |  |
| 2008 | "Shake It"          | 10 | 7  | 4  | 17 | 5 | 2  | 9  | Metro Station |  |  |
| 2008 | "Seventeen Forever" | 82 | 41 | 30 | —  | — | 89 | —  | Metro Station |  |  |
|      |                     |    |    |    |    |   |    |    |               |  |  |

## Priser
- Nickelodeon Kids Choice Awards Australia 2008 - Favorite Song - Shake It